# Kundjuk
Kundjuk, Koundjouk (Mongol cyrillique : Кунжик) ou encore Könchek est un  khan djaghataïde, fils de Douwa, qui règne brièvement sur le khanat de Djaghataï de la fin de 1306 à sa mort en 1308. Un gengiskhanide âgé, Taliku, lui succède.

## Sources
- Histoire de la Mongolie, des origines à nos jours, par László Lőrincz Publié par Akadémiai Kiadó, 1984  (ISBN 9630533812 et 9789630533812)
- René Grousset, L’empire des steppes, Attila, Gengis-Khan, Tamerlan, Paris, Payot, 1938, quatrième édition, 1965, (version .pdf) 669 (présentation en ligne, lire en ligne)